# Miami Heat
De Miami Heat is een professioneel basketbalteam dat zijn thuisbasis heeft in Miami, Florida, USA. Het team is opgericht in 1988. Miami Heat speelt in de Southeast Division van de Eastern Conference in de NBA en werkt haar thuiswedstrijden af in het Kaseya Center.
Een aantal bekende spelers van de Miami Heat zijn onder meer Shaquille O'Neal (die in 2004 met de Los Angeles Lakers geruild werd), Dwyane Wade (die als rookie bij het team kwam), Alonzo Mourning (de eerste speler in de geschiedenis van de Miami Heat die zijn rugnummer vereeuwigd zag worden in het stadion), Chris Bosh en "King" LeBron James.
In seizoen 2007/2008 werd Shaquille O'Neal geruild met Shawn Marion (The Matrix) van de Phoenix Suns, waarop de Heat het slechtste resultaat van de hele NBA lieten optekenen. Halverwege het seizoen 2008/2009 werd Shawn Marion samen met Marcus Banks geruild met Jermaine O'Neal en Jamario Moon van de Toronto Raptors. Zowel Shaquille als Jermaine O'Neal werden free agent in de zomer van 2010. In 2008/2009 hebben de Miami Heat de tweede pick van de draft Michael Beasley gekozen. In de zomer van 2010 werd hij geruild met de Minnesota Timberwolves om salarisruimte vrij te maken. Per 2008/2009 werd coach Pat Riley, die de Heat naar het kampioenschap leidde, vervangen door coach Eric Spoelstra. Riley bleef wel actief in de organisatie.
In het seizoen 2005-2006 2012 & het seizoen 2013 slaagden ze erin de NBA-titel , mede dankzij een ijzersterke prestatie van MVP James en Dwyane Wade
In de zomer van 2010 waren zowel Dwyane Wade, LeBron James, en Chris Bosh free agent en besloten ze om samen voor een NBA-titel te gaan in Miami. De overstap van de Cleveland Cavaliers naar Miami door James werd fel bekritiseerd omdat de beslissing live op televisie werd aangekondigd. In Cleveland werden hierop spontaan posters van James besmeurd en shirts van nummer 23 verbrand. Chris Bosh kwam van de Toronto Raptors. In het eerste seizoen met deze nieuwe sterspelers bereikte de Heat de NBA Finale, maar hierin werd verloren van de Dallas Mavericks, geleid door Dirk Nowitzki. Het seizoen daarop, in 2012, werd Miami wel kampioen door Oklahoma City Thunder met 4-1 te verslaan. Het jaar daarop was het weer raak, Miami versloeg de San Antonio Spurs met 4-3 door op 20 juni 2013 de alles beslissende game 7 te winnen. LeBron James won hierbij zijn tweede opvolgende Finals MVP. 
De teamkleuren zijn rood, wit en zwart.

## Erelijst
NBA Champions  (3x)  

2006, 2012, 2013 

Runner-up: 2011, 2014, 2020, 2023
Easter Conference Champions  (7x) 

2006, 2011, 2012, 2013, 2014, 2020, 2023
Southeast Division Champions  (16x) 

1997, 1998, 1999, 2000, 2005, 2006, 2007, 2011, 2012, 2013, 2014, 2016, 2018, 2020, 2022, 2023

## Resultaten
Het cijfer in iedere staaf is de bereikte positie in de reguliere competitie, hierin wordt gekeken naar de plaats in de Eastern Conference.
| 13 |

| 11 |

| 13 |

| 11 |

| 8 |

| 11 |

| 8 |

| 2 |

| 2 |

| 1 |

| 2 |

| 3 |

| 11 |

| 13 |

| 4 |

| 1 |

| 2 |

| 4 |

| 15 |

| 5 |

| 5 |

| 2 |

| 2 |

| 1 |

| 2 |

| 10 |

| 3 |

| 9 |

| 6 |

| 9 |

| 5 |

| 6 |

| 1 |

| 7 |

| kampioen |

| runner-up |

| play-offs gehaald |

| play-offs niet gehaald |

| kampioen |

| runner-up |

| play-offs gehaald |

| play-offs niet gehaald |

| 13 |

| 11 |

| 13 |

| 11 |

| 8 |

| 11 |

| 8 |

| 2 |

| 2 |

| 1 |

| 2 |

| 3 |

| 11 |

| 13 |

| 4 |

| 1 |

| 2 |

| 4 |

| 15 |

| 5 |

| 5 |

| 2 |

| 2 |

| 1 |

| 2 |

| 10 |

| 3 |

| 9 |

| 6 |

| 9 |

| 5 |

| 6 |

| 1 |

| 7 |

| kampioen |

| runner-up |

| play-offs gehaald |

| play-offs niet gehaald |

| kampioen |

| runner-up |

| play-offs gehaald |

| play-offs niet gehaald |

## Bekende ex-spelers
- Chris Bosh (2010–2017)
- Tim Hardaway (1996–2001)
- LeBron James (2010–2014)
- Jamal Mashburn (1997–2000)
- Alonzo Mourning (1995–2001, 2004–2008)
- Shaquille O'Neal (2004–2008)
- Glen Rice (1989–1995)
- Rony Seikaly (1988–1994)
- Dwyane Wade (2003–2016, 2018–2019)